# Liste des comtes de Plaisance
Cet article contient la liste des comtes de Plaisance (italien Piacenza), une ville située dans le nord de l'Italie, dans l'actuelle région Émilie-Romagne.

## Comté de Plaisance
Le comté de Plaisance est un comté relevant royaume franc d'Italie (Regnum Italiae). Son territoire s'étend autour de la cité de Plaisance (du latin Placentia), située au confluent de la Trebbia et du Pô. Le territoire, dominé par les Apennins, correspond à l'actuelle province de Plaisance.

## Liste des comtes
Le médiéviste François Bougard a publié les résultats de travaux sur les comtes de Plaisance pour la période entre les Xe et XIe siècles, en 1989. Les dates correspondent aux premières et aux dernières mentions dans la documentation, et ne correspondent pas nécessairement au début et à la fin d'un comté.
| Dates                 | Nom(s)                             | Éléments biographiques |
| --------------------- | ---------------------------------- | --- |
| v. 799                | Aroinus                            | |
| av. 832               | Amandus                            | |
| 843 — 870             | Wifred I (it)                      | Membre de la cour de Louis le Germanique. |
| av. 872, voir av. 843 | Rambert (Rambertus)                | peut être successeur d'Amandus. |
| (875)876 — 879        | Richard                            | présent lors du couronnement (875), à Pavie, de Charles II le Chauve. Certains auteurs l'ont dit fils de Wifred I, mais sans éléments probants. |
| 880 — 890             | Adalgis II (it) (Adalgiso)         | fils de Berta, fille de Wifred I, et de Suppo II. Lignée des Supponides. |
| 892 — 904             | Sigefred (Sigefredus)              | cumul comte du palais et comte de Milan, marquis et consiliarius. |
| 911 — 922             | Wifred II                          | frère d'Adalgis II. Lignée des Supponides. |
| 929                   | Raginer (Raginerius) († 929)       | fils de Teodisius, originaire de Toscane. Son frère, Gui/Guidon, est évêque de Plaisance (904-940). Il pourrait appartenir à l'une des lignées suivantes : « Guidi », « Gherardeschi » ou « Cado- lingi ». |
| 930 — 931             | Gandolf/Gandulf                    | fils du gastald Gamenulfus, d'origine franque. Marquis (931). Un fils, Boson, écarté de la succession par le nouvel empereur. |
| 962 — jusqu'en 976    | Riprando I (Riprandus) († av. 988) | fils d’Ilderadus de Basilica Duce (Baselicaduce, castra situé dans l'actuelle commune de Fiorenzuola d'Arda) et Railenda, d'origine lombarde,. Fait comte par l'empereur Otton Ier. Parent vraisemblable de son prédécesseur, il aurait peut être épousé la fille de Gandolf, appartenant au lignage des Gandolfingi. |
| 999, 1002 et 1009     | Lanfranco I (Lanfrancus)           | fils du précédent,. Comte d'Aucia (976), il succède à son père mort avant 988. Il épouse Berta, fille du marquis Adalbert (Adalberto II), fils d'Oberto Ier, du lignage des Obertenghi,. |
| ap. 1009 — 1017       | Hugues (Ugo)                       | fils du précédent,. Comte d'Aucia (1002, 1009), il succède à son père après 1009. |
| 1017 — 1021           | Lanfranco II (Lanfrancus)          | fils du précédent,. Comte d'Aucia (1012). |
| 1028–1033             | Adalbert I                         | Attesté en 1028. |
| 1049                  | Adalbert II et Riprandus           | deux frères, probablement fils d'Adalbert (I). |
| 1055                  | Rainaldus                          | |
| 1065 — 1075           | Denis (Dionigi)                    | cumul des fonctions comtale, épiscopale et missus royal. |
| 1078                  | Wifred III                         | Il appartient à la famille des comtes de Sabbioneta. |